# يروندو موسافو كينج
يروندو موسافو كينج (بالفرنسية: Yrondu Musavu-King)‏ (مواليد 8 يناير 1992 في ليبرفيل، الغابون) هو لاعب كرة قدم غابوني في مركز الدفاع، ويلعب حاليًا لصالح نادي كاين في الدوري الفرنسي الدرجة الأولى.

## روابط خارجية
- يروندو موسافو كينج على موقع الاتحاد الدولي (مؤرشف)  (الإنجليزية)
- يروندو موسافو كينج على موقع قاعدة بيانات كرة القدم.إي يو (الإنجليزية)
- يروندو موسافو كينج على موقع ناشيونال فوتبول تيمز (الإنجليزية)
- يروندو موسافو كينج على موقع Soccerbase.com (لاعب) (الإنجليزية)
- يروندو موسافو كينج على موقع Soccerway.com (الإنجليزية)
- يروندو موسافو كينج على موقع كووورة
- يروندو موسافو كينج على موقع AS.com (الإسبانية)